# Ghetoul Cluj
Ghetoul din Cluj (în maghiară Kolozsvári gettó) a fost unul din lagărele de plecare organizate în anul 1944 în cadrul holocaustului evreilor transilvăneni. Ghetoul din Cluj a fost lichidat prin șase transporturi efectuate în trenuri ale morții spre lagărul de exterminare de la Auschwitz, între 25 mai și 5 iunie 1944.
Pe teritoriul județului Cluj de astăzi au existat lagăre de concentrare în orașele Dej și Gherla (în trecut județul Someș).

## Descriere

Placă comemorativă în zona unde s-a aflat ghetoul Iris

Trimiterea în ghetouri a evreilor din Transilvania de Nord a început la 3 mai 1944 și a durat o săptămână. Au fost concentrați în zona fabricii de cărămidă Iris din nordul orașului. Fiind format în principal din barăci folosite pentru uscarea cărămizilor, ghetoul nu avea aproape nici o facilitate pentru cei aproximativ 18.000 de evrei adăpostiți acolo și originari din Cluj, Gherla (vezi mai jos despre lagărul din Gherla), Borșa, Huedin, precum și satele din jur. Dintre aceștia, 4.000 erau copii sub 13 ani - după cum se specifică pe placa comemorativă. Se știe că majoratul moral-spiritual în iudaism este la 12 ani la fete (bat Mițva) și, respectiv, la 13 ani la băieți (bar Mițva) - de aici și precizarea de mai sus. Placa se găsește pe corpul de clădire din intersecția străzii Fabricii, cu linia de tramvai (vizavi de hypermarketul REAL și fabrica de medicamente Rambaxi, fostă Terapia). 
Acțiunea de concentrare a fost efectuată de autoritățile maghiare, supravegheate de consilierii SS, printre care Hauptsturmführer-ul SS Dieter Wisliceny. Ghetoul se afla în subordinea lui László Urban, care conducea și poliția orașului. Administrarea internă a fost încredințată unui „Judenrat” (Consiliu Evreiesc). Printre membrii consiliului au fost rabinul Akiba Glasner, rabinul Mózes Weinberger și Ernő Márton.
Similar celorlalte ghetouri de pe teritoriul Ungariei, exista și o clădire special amenajată, unde poliția îi tortura pentru a afla unde și-au ascuns obiectele de valoare.
Ghetoul a fost lichidat după deportarea evreilor din acest ghetou la Auschwitz în șase transporturi. Primul a avut loc la 25 mai, iar ultimul la 9 iunie 1944.